# A Bill of Divorcement
A Bill of Divorcement (bra: Vítimas do Divórcio) é um filme estadunidense de 1932, do gênero drama, dirigido por George Cukor, com roteiro de Howard Estabrook e Harry Wagstaff Gribble baseado na peça teatral A Bill of Divorcement, de Clemence Dane.
É o primeiro filme da estrela Katharine Hepburn.

## Sinopse
Um homem passa 15 anos no sanatório, consegue sair de lá sem estar curado, ele volta para casar e encontra sua esposa planjando se casar novamente e sua filha também.

## Elenco
- John Barrymore.... Hilary Fairfield
- Billie Burke.... Meg Fairfield
- David Manners .... Kit Humphreys
- Katharine Hepburn.... Sydney Fairfield